# Piernikowe ludziki
Piernikowe ludziki – ciastka wykonane na bazie piernika w kształcie ludzi.

## Historia

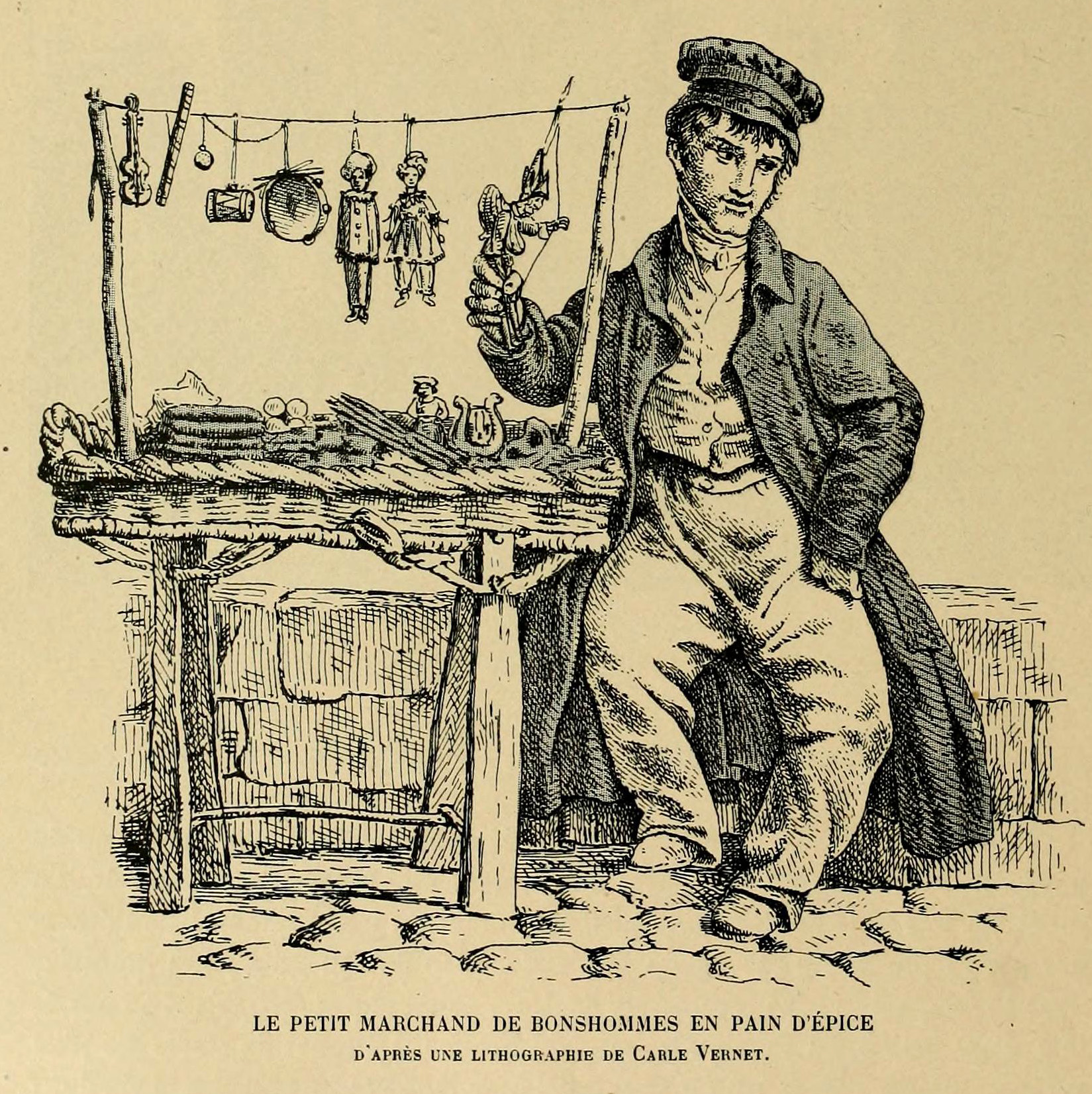
Sprzedawca piernikowych ludzików w 1902 roku

Pierwsze wzmianki o piernikowych ludzikach pojawiały się już w XV wieku, natomiast wyrabianie ciasteczek foremnych zaczęto już w XVI wieku.  Pierwsza udokumentowana wzmianka o piernikowych ludzikach w kształcie mężczyzny pojawiła się na terenie pałacu Elżbiety I Tudor. Za jej panowania wykonywano często piernikowe figurki jako podobizny gości królowej. Dlatego też współczesne pierniki mają podobieństwo do człowieka.

## Charakterystyka
W Stanach Zjednoczonych i również na świecie są one najbardziej popularne w okresie Bożego Narodzenia. Składniki piernikowych ludzików obejmują imbir, melasę, przyprawy, mąkę, masło oraz jaja. Ciasto rozwałkowuje się na płaskiej powierzchni, a piernikowego ludzika formuje się za pomocą foremki do ciast. Często też piernikowe ludziki są dekorowane i lukrowane.

## Rekordy świata
9 listopada 2009 roku w Oslo, w Norwegii do księgi rekordów Guinnessa został wpisany rekord w przygotowaniu największego piernikowego człowieka. Piernik ten został wykonany przez pracowników sklepu IKEA. Finalnie uzyskano ważącego 651 kg, piernikowego ludzika.